# Nervio toracodorsal
El nervio toracodorsal es el nervio que  que entrega inervación al músculo dorsal ancho.
Este nervio es una rama del fascículo posterior del plexo braquial, con fibras derivadas de las raíces cervicales sexta a octava. Desciende por anterior al músculo subescapular y la arteria subescapular, a lo largo de la pared posterior de la axila, y penetra en el músculo dorsal ancho cerca del borde lateral de la escápula.

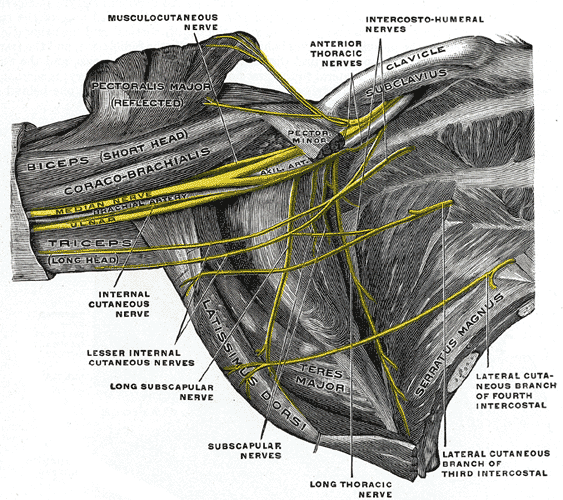
Plexo braquial derecho en la fosa axilar, visto desde abajo y el frente.